# Юркевич, Валерий Николаевич
Вале́рий Никола́евич Юрке́вич (6 декабря 1939, Ленинград — 24 ноября 2009) — советский и российский художник-постановщик. Заслуженный художник России (1994).

## Биография
В 1965 году окончил постановочный факультет ЛГИТМиКа (мастерская Н. П. Акимова).
С 1968 года работает художником-постановщиком на киностудии «Ленфильм».
Умер в 2009 году.

## Фильмография

### Художник-постановщик
- 1968 — Интервенция (совм. с М. Щегловым)
- 1971 — Гойя, или Тяжкий путь познания (СССР/ГДР/НРБ/СФРЮ/ПНР) совм. с А. Хиршмайером
- 1971 — Проверка на дорогах
- 1972 — Меченый атом
- 1973 — О тех, кого помню и люблю
- 1973 — Исполняющий обязанности
- 1975 — Воздухоплаватель
- 1976 — Город. Осень. Ритм
- 1976 — Кадкина всякий знает
- 1976 — Синяя птица (СССР/США)
- 1977 — Мама, я жив (ГДР) [источник не указан 620 дней]
- 1978 — Трасса (СССР/ ЧССР)
- 1979 — Рафферти (телевизионный)
- 1979 — Прогулка, достойная мужчин
- 1979 — Таёжная повесть
- 1980 — Личной безопасности не гарантирую…
- 1982 — Никколо Паганини (телевизионный, сериал, СССР/БНР) совм. с Д. Желевым
- 1982 — Шапка Мономаха
- 1983 — Плыви, кораблик… (совм. с Г. Савельевым)
- 1984 — Макар-следопыт
- 1987 — Сказание о храбром Хочбаре
- 1988 — Полёт птицы
- 1989 — Посетитель музея (СССР/Швейцария/ФРГ)
- 1990 — Такси-блюз (СССР/Франция)
- 1991 — Затерянный в Сибири (СССР/Великобритания) совм. с Клименковым
- 1992 — Сны о России (Россия/Япония) совм. с Т. Токуда
- 1993 — Полковник Грушко против петербургской мафии (телевизионный, сериал, Великобритания)
- 1997 — История про Ричарда, Милорда и прекрасную Жар-птицу
- 1997 — Царевич Алексей (совм. с С. Коковкиным)
- 1998 — Цветы календулы (совм. с Б. Маневич-Каплан)
- 1998 — Я первый тебя увидел (совм. с В. Желобинским)
- 2001 — Конец века (совм. с В. Южаковым)
- 2001—2004 — Чёрный ворон (совм. с Василий Рева, Татьяна Ёжкина)

### Художник по костюмам
- 1968 — Интервенция

Декоратор
- 1963 — Родная кровь

## Призы и награды
- 1988 — Государственная премия СССР (фильм «Проверка на дорогах»)
- 1989 — Конкурс профессиональных премий к/с «Ленфильм» и Ленинградского отделения СК (Премия им. Е. Енея за лучшую работу художника, фильм «Посетитель музея»)
- 1998 — Премия «Ника» (За лучшую работу художника-постановщика, фильм «Царевич Алексей»)
- 1998 — Конкурс профессиональных премий к/с «Ленфильм» «Медный всадник» (Премия им. Е. Енея за лучшую работу художника, фильм «Цветы календулы»)